# Sewellia patella
Sewellia patella är en fiskart som beskrevs av Jörg Freyhof och Serov 2000. Sewellia patella ingår i släktet Sewellia och familjen grönlingsfiskar. IUCN kategoriserar arten globalt som starkt hotad. Inga underarter finns listade i Catalogue of Life.